# Pace (Florida)
Pace ist ein census-designated place (CDP) im Santa Rosa County im US-Bundesstaat Florida.
Das U.S. Census Bureau hat bei der Volkszählung 2020 eine Einwohnerzahl von 24.684 ermittelt.

## Geographie
Pace liegt rund fünf Kilometer westlich von Milton sowie etwa zehn Kilometer nördlich von Pensacola.
Der CDP wird vom U.S. Highway 90 (Florida State Road 10) durchquert.

## Demographische Daten
Laut der Volkszählung 2010 verteilten sich die damaligen 20.039 Einwohner auf 7.878 Haushalte. Die Bevölkerungsdichte lag bei 824,7 Einw./km². 92,1 % der Bevölkerung bezeichneten sich als Weiße, 1,9 % als Afroamerikaner, 1,0 % als Indianer und 1,5 % als Asian Americans. 0,9 % gaben die Angehörigkeit zu einer anderen Ethnie und 2,7 % zu mehreren Ethnien an. 3,6 % der Bevölkerung bestand aus Hispanics oder Latinos.
Im Jahr 2010 lebten in 39,2 % aller Haushalte Kinder unter 18 Jahren sowie 23,7 % aller Haushalte Personen mit mindestens 65 Jahren. 77,7 % der Haushalte waren Familienhaushalte (bestehend aus verheirateten Paaren mit oder ohne Nachkommen bzw. einem Elternteil mit Nachkomme). Die durchschnittliche Größe eines Haushalts lag bei 2,72 Personen und die durchschnittliche Familiengröße bei 3,06 Personen.
29,0 % der Bevölkerung waren jünger als 20 Jahre, 22,2 % waren 20 bis 39 Jahre alt, 31,4 % waren 40 bis 59 Jahre alt und 17,4 % waren mindestens 60 Jahre alt. Das mittlere Alter betrug 39 Jahre. 48,9 % der Bevölkerung waren männlich und 51,1 % weiblich.
Das durchschnittliche Jahreseinkommen lag bei 60.394 $, dabei lebten 8,7 % der Bevölkerung unter der Armutsgrenze.
Im Jahr 2000 war Englisch die Muttersprache von 98,10 % der Bevölkerung und Spanisch sprachen 1,90 %.